# Spirit Disease
Spirit Disease ist eine finnische Deathgrind- und Death-Metal-Band aus Espoo, die 2002 gegründet wurde, sich 2015 auflöste und seit 2016 wieder aktiv ist.

## Geschichte
Die Band wurde im September 2002 von dem Bassisten und Sänger Mika Sallanen gegründet. Ergänzt wurde die Besetzung durch den Gitarristen Toni Koskinen, den Sänger Pekka Laukkanen und den Schlagzeuger Kevin Tenetz. Kurze Zeit später wurde Tenetz durch Saku Mattila ersetzt, ehe Laukkanen aus familiären Gründen die Besetzung verließ, woraufhin Sallanen als alleiniger Sänger fungierte. Alle Mitglieder kannten sich bereits seit über zehn Jahren. In den nächsten Monaten probte das Trio und schrieb an neuen Liedern, ehe im Juni 2003 ein erstes Demo aufgenommen wurde. Durch das Demo wurde Jarno Taskula auf die Band aufmerksam, der ihr im August als Sänger beitrat. Bis März 2004 hielt die Band weitere Proben ab, diesmal für die EP Redemption Denied, die im selben Monat im D-Studio aufgenommen wurde. Ursprünglich nur als weiteres Demo geplant, erschien sie als offizielle EP im Oktober 2004 bei Vortex Motions Records. Sie enthält unter anderem eine Coverversion von Deaths Evil Dead. Daraufhin fanden erste vereinzelte Konzerte statt. Im Mai kam Jani Riikonen als weiterer Gitarrist dazu. Nach ein paar Auftritten stieg Taskula im Mai des folgenden Jahres aus, der bereits kurz darauf durch Tuomas „Tuberculosis“ Piippo ersetzt wurde. Bevor die Band noch einen weiteren Auftritt abhalten konnte, verließ Mattila im August aus gesundheitlichen Gründen die Gruppe nach Anfertigung einiger neuer Demosongs. Anhand dieser lernte der neue Schlagzeuger Mikko Toivonen, der im September hinzugekommen war, sich einzuarbeiten. Im März 2006 begann die Band daraufhin im D-Studio mit den Aufnahmen zum Debütalbum. Nachdem im Juni ein Plattenvertrag bei Twisted Face Records unterzeichnete worden war, erschien hierüber im August das Debütalbum Annihilation. Durch die Veröffentlichung konnte die Band ihre Bekanntheit steigern. In der folgenden Zeit gab sie Konzerte in Clubs und die Single What’s God Got to Do with It? wurde im Dezember 2006 online veröffentlicht. Die Aufnahmen für das zweite Album sollten eigentlich 2008 beginnen, jedoch wurde dies verschoben, da der Posten des Schlagzeugers oft wechselte – teilweise verließ das jeweilige Mitglied die Band, nur um dann etwas später zurückzukehren. Während dieser Zeit hielt die Band auch Auftritte ab, wobei dann Rainer Tuomikanto als Schlagzeuger aushalf. Einer der Schlagzeuger während dieses Zeitraums war Timo „Mohkis“ Huuskonen, der jedoch schon bald wieder ausschied, um zu seiner vorherigen Band Dead Shape Figure zurückzukehren. Im Januar 2009 nahm Sami Hänninen permanent den Schlagzeugerposten ein, woraufhin im Sommer das Demo Spawn of Satan aufgenommen wurde, das drei Songs enthält, ehe im November 2010 im D-Studio in Klaukkala, in dem alle offiziellen Aufnahmen stattfanden, das zweite Album Retaliation aufgenommen wurde. Für den Rest des Jahres entschieden sich die Mitglieder zu pausieren, doch im Januar 2011 verkündete Hänninen sein Ausscheiden. Im April unterzeichnete die Gruppe einen Plattenvertrag bei Inverse Records, worüber das Album im folgenden Monat erschien. Im September 2011 stieg Veikko Ringvall als Schlagzeuger ein, woraufhin wieder live aufgetreten werden konnte. Im Juli 2015 löste sich die Band auf.
Am 10. Juni 2016 wurde sie, aufgrund eines Angebots, auf dem 2017er FDMM Festival zu spielen, wiederbelebt. Die Besetzung bestand nun neben Piippo, Sallanen und Koskinen aus dem zurückgekehrten Schlagzeuger Toivonen und dem Gitarristen Laakso.

## Stil
Luxi Lahtinen con metal-rules.com ordnete die Band in seiner Annihilation-Rezension dem Deathgrind zu, wobei sie sich recht abwechslungsreich gebe. Er beschrieb die Musik als Mischung aus Rotten Sound (aufgrund des Grindcore-Anteils), Impaled Nazarene (bezüglich des Gesangs und der Aggressivität der Songs) und Bolt Thrower (aufgrund groovender Passagen). Eric Ossowski von twilight-magazin.de meinte in seiner Rezension zu Retaliation, dass das Album „schnörkellosen Death Metal alter Schule“ bietet. Charakteristisch dabei seien Growls, ein durch die E-Gitarren erzeugter dichter „Riffteppich“, Tempowechsel, groovende Passagen und einprägsame Licks. Auch Sabine van Gameren von tempelores.com ordnete das Album dem Death Metal zu. Das Spiel des Schlagzeugs stehe stark im Vordergrund, führte sie aus, und man baue auch melodische Passagen ein. Der Gesang sei abwechslungsreich, meist tief und männlich, aber gelegentlich auch hoch. Neben klassischen versuche die Band auch moderne Einflüsse zu verarbeiten.

## Diskografie
- 2003: The Rehearsal Demo (Demo, Eigenveröffentlichung)
- 2004: Redemption Denied (EP, Vortex Motions Records)
- 2006: Annihilation (Album, Twisted Face Records)
- 2006: What's God Got to Do with It? (Single, Twisted Face Records)
- 2009: Spawn of Satan (Single, Eigenveröffentlichung)
- 2011: Retaliation (Album, Inverse Records)